# Transport a la vegueria del Pirineu

Mobilitat a l'Alt Pirineu i Aran.

El transport a la vegueria del Pirineu és principalment per carretera donada l'orografia del Pirineu i la seva baixa densitat de població. Disposa d'un parell de línies de ferrocarril que connecten algunes poblacions amb Lleida o Barcelona i una xarxa d'heliports i dos aeròdroms.

## Transport col·lectiu per aire

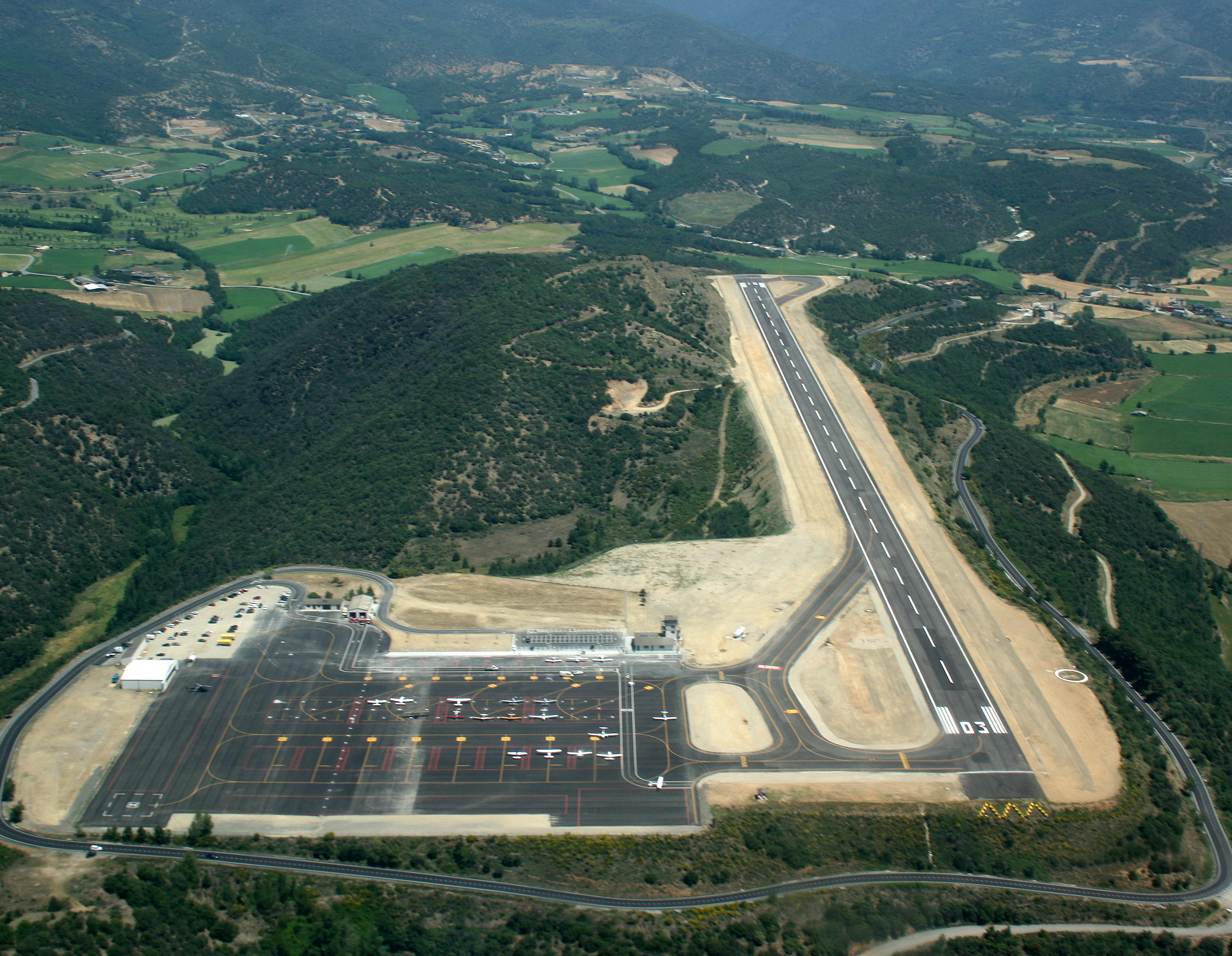
Vista aèria de l'aeroport de la Seu d'Urgell.

Al Pirineu només hi ha un aeroport, situat a la capital del Pirineu, La Seu d'Urgell.
- Aeroport de La Seu d'Urgell

També existeix un aeròdrom amb vocació d'aeròdrom d'aviació general i esportiva (nivell III) a la Cerdanya.
- Aeròdrom de la Cerdanya

Existeix una xarxa d'heliports de la Generalitat de Catalunya destinada a operacions de servei públic, per salvament, atenció urgent d'accidents i altres emergències. S'inclou en aquesta xarxa l'aeròdrom de la Seu.
- Heliport de l'aeròdrom de la Cerdanya
- Heliport Boca Sud del Túnel de Vielha
- Heliport de Boí Taüll
- Heliport de Lles
- Heliport de la Molina
- Heliport de Tírvia
- Heliport de la Torre de Cabdella
- Heliport de Tremp
- Heliport de Vielha

## Transport col·lectiu per carretera
L'eix de la vall del Segre, el de la Noguera Pallaresa i el de la Noguera Ribagorçana, són els tres eixos nord-sud que canalitzen el trànsit públic a l'Alt Pirineu. Havent comunicació entre comarques del mateix eix (Vall d'Aran - Alta Ribagorça; Pallars Jussà - Pallars Sobirà; i Alt Urgell - Cerdanya) i no entre comarques de diferents valls on els diferents ports suposen una barrera.

## Xarxa de Carreteres del Pirineu
La Xarxa de Carreteres del Pirineu són totes les carreteres que és troben dintre de la Vegueria del Pirineu a l'àmbit territorial de l'Alt Pirineu, sense incloure la Vall d'Aran. No s'inclou la Vall d'Aran perquè va ser exclosa de la vegueria de l'Alt Pirineu al considerar-se una entitat pròpia i exclusiva, per tant, les carreteres són competència de Conselh Generau d'Aran.
En futur, quan és formin les vegueries i és suprimeixin les províncies/diputacions és formaran els Consells Veguerials que han de gestionar una part d'aquestes vies.
Les carreteres a la Vegueria del Pirineu és divideixen segons la titularitat d'aquest, per tant tenim carreteres pertanyent a l'Estat, Generalitat, Diputació i Locals.
- Carreteres de l'Estat: És defineixen com a carreteres de l'estat totes aquelles amb denominació N-, A- o AP-. Al Pirineu hi trobem moltes carreteres nacionals, totes elles de gran importancia però no hi trobem cap Autovia ni Autopista.

- Carreteres de La Generalitat de Catalunya: Trobem gran quantitat de carreteres amb titularitat de la Generalitat de Catalunya. En són exemples totes les carreteres amb denominació C- i amb denominació L- o G-

- Carreteres de La Diputació de Lleida i Carreteres de La Diputació de Girona: A la Vegueria del Pirineu hi trobem dues províncies, la província de Lleida que cobreix pràcticament tot el Pirineu i la província de Girona que només cobreix una meitat de la Cerdanya.

- Carreteres Locals: És defineixen com a carreteres locals totes aquelles vies menors. A vegades pertanyen a la batllia del seu terme municipal i d'altres vegades són propietat de la diputació corresponent. Exemples d'aquestes vies són la Carretera de Tor, que es una carretera local que enllaça Alins amb Tor al Pallars Sobirà. Al Pirineu les carreteres locals tenen molta importància per tal de comunicar tot el territori i tots els nuclis de població.

## Transport col·lectiu urbà

### Urgellet
El transport públic urbà a l'àrea de l'Urgellet l'efectuarà una flota d'onze taxis de la Seu d'Urgell de l'Associació de Taxistes del Pirineu. Durant el mes de maig del 2012 s'ha realitzar una prova pilot que ha funcionat i Alsa ha subcontractat per un any a l'Associació de Taxistes del Pirineu el servei del transport interurbà que realitzava fins ara l'empresa amb autobusos en el servei anomenat Seubús.

#### Seubús
El 24 de novembre de 2008 es va crear el Seubús, el primer servei urbà i interurbà local d'autobús a l'Alt Pirineu, que donava servei a la Seu d'Urgell, Montferrer, Arfa i Alàs. El servei es va tancar temporalment i l'any 2011 es va reprendre que pels pocs usuaris que tenia es va tancar definitivament.
La línia unia la capital comarcal amb els seus barris (El Poble-sec i Santa Magdalena); els barris més perifèrics com Sant Antoni, Sant Pere amb els quals només hi ha connexió per carretera, ja que es troben allunyats del nucli; i els quatre pobles més propers, Castellciutat, Alàs, Montferrer i Arfa.
El recorregut de la línia començava a la Seu d'Urgell direcció a ponent, concretament surtia de l'avinguda del camí ral de Cerdanya davant la Llar de Sant Josep, passava pels barris de ponent (menys el Poblesec) i es dirigia cap a Alàs on girava cua i efectuava les mateixes parades fins al Cementiri i des d'allà es dirigia al Poble-sec, al centre de la Seu d'Urgell i des d'allà direcció a Castellciutat, Montferrer i Arfa. A Arfa tornava cap a la Seu fins a Correus on canviava el recorregut per passar per l'Hospital i de nou a la Llar de Sant Josep.

## Transport col·lectiu per ferrocarril

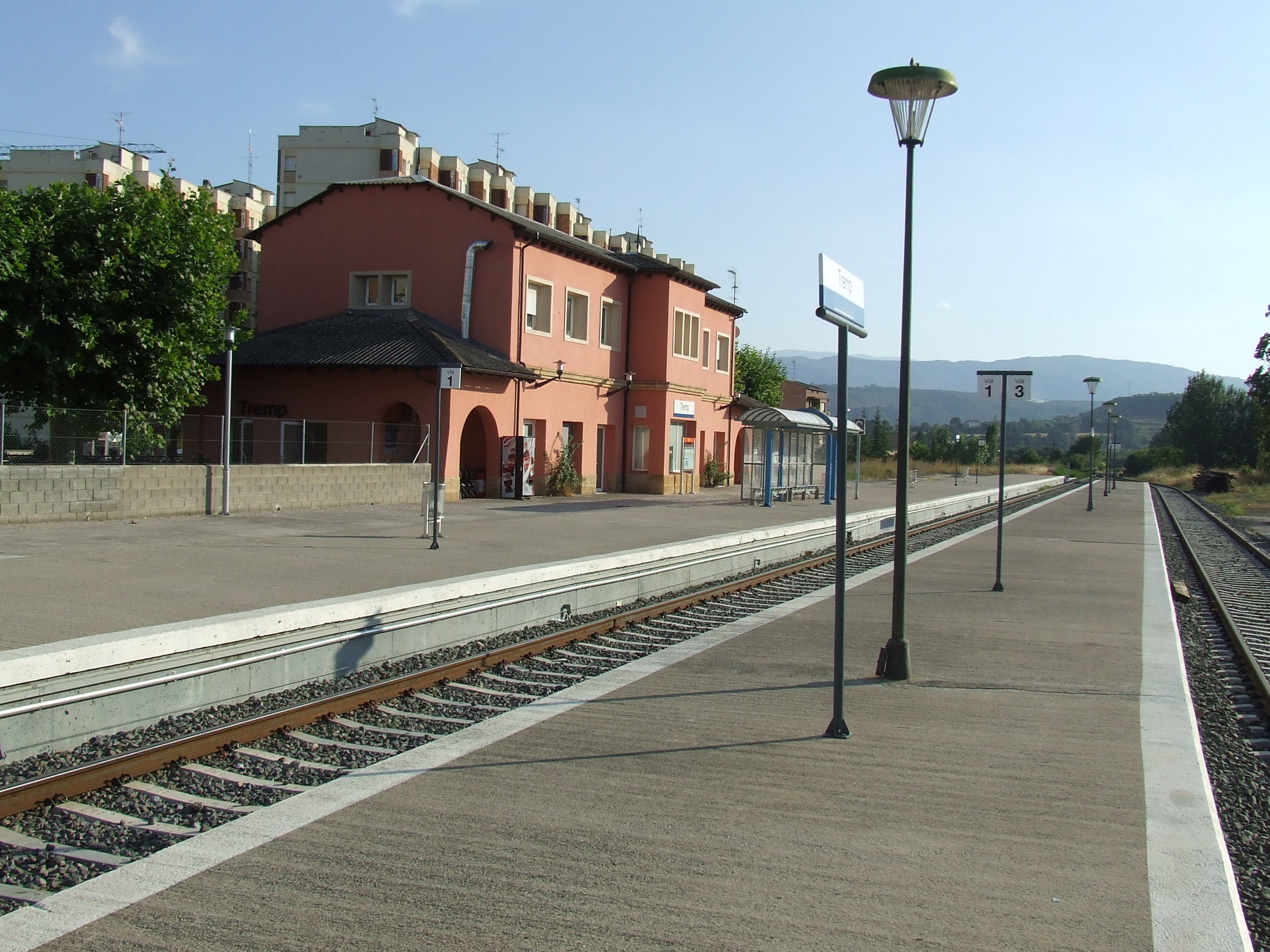
Estació de Tremp, línia Lleida - la Pobla de Segur.

Línia Lleida - la Pobla de Segur
Línia Ripoll-Puigcerdà